# Wilhelm Ahlwardt

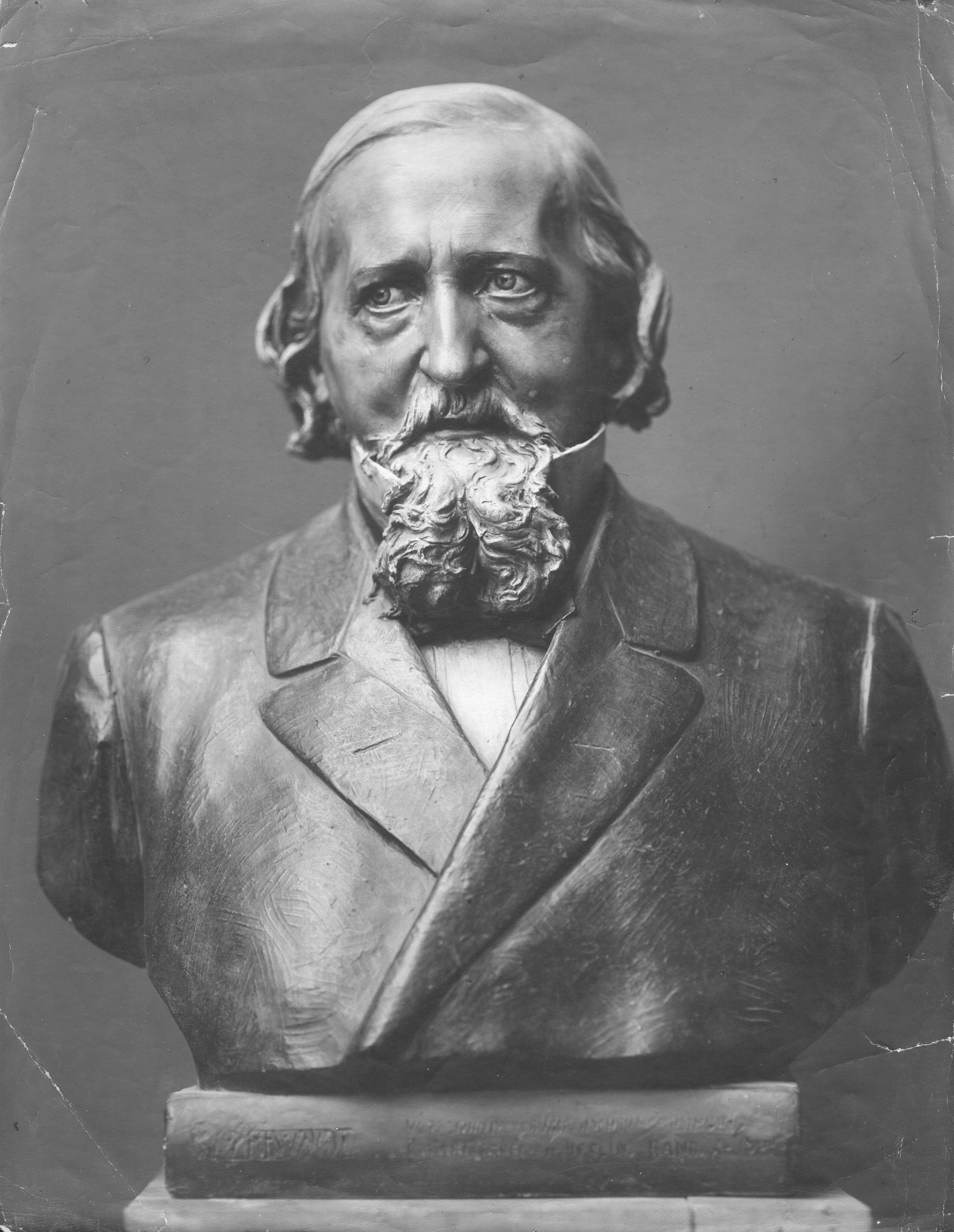
Wilhelm Ahlwardt (bemaltes Modell der Marmorbüste von W. Wandschneider 1901)

Wilhelm Ahlwardt (* 4. Juli 1828 in Greifswald; † 2. November 1909 ebenda) war ein deutscher Orientalist und Hochschullehrer.

## Leben
Ahlwardt war der Sohn des Philologen Christian Wilhelm Ahlwardt. Er studierte an der Universität Greifswald und der Georg-August-Universität Göttingen orientalische Sprachen und von 1854 bis 1856 arabische Handschriften an der Sorbonne in Paris. 1857 wurde er in Greifswald habilitiert. Ab 1861 wirkte Ahlwardt als Professor für orientalische Sprachen an der Universität Greifswald. Von 1856 bis 1865 war er auch Bibliothekar an der Universitätsbibliothek Greifswald. 1873/74 war er Rektor der Universität Greifswald. 1888 wurde er korrespondierendes Mitglied der Königlich-Preußischen Akademie der Wissenschaften. 1899 wurde er zum auswärtigen korrespondierenden Mitglied der Russischen Akademie der Wissenschaften gewählt.

## Ehrungen
Zum 40. Jahrestag seiner Professur wurde von dem Bildhauer Wilhelm Wandschneider 1901 für die Universität Greifswald eine Marmorbüste Ahlwardts geschaffen. Sie wird unter der Inventarnummer KU000158 in der Kustodie verwahrt.

## Schriften (Auswahl)
- Ueber Poesie und Poetik der Araber. Perthes, Gotha 1856, (Digitalisat).
- Chalef Elahmar’s Qasside. Berichtigter arabischer Text, Uebersetzung und Commentar, mit Benutzung vieler handschriftlicher Quellen. Nebst Würdigung Josef von Hammer’s als Arabisten. Koch, Greifswald 1859, (Digitalisat).
- als Herausgeber: Ibn etthiqthaqa: Elfachri. Geschichte der islamischen Reiche vom Anfang bis zum Ende des Chalifates. Arabisch. Perthes, Gotha 1860, (In arabischer Sprache und Schrift; Digitalisat).
- als Herausgeber: Diwan des Abu Nowas nach der Wiener und Berliner Handschrift, mit Benutzung anderer Handschriften. Band 1: Die Weinlieder. Koch, Greifswald 1861, (Alles Erschienene; Digitalisat).
- als Herausgeber: The Divans of the six ancient Arabic poets. Ennābiga, ’Antara, Tharafa, Zuhair, ’Alqama and Imruulqais; chiefly according to the MSS. of Paris, Gotha, and Leyden; and the Collection of their Fragments with a List of the various Readings of the Text. Trübner, London 1870, (Digitalisat).
- Bemerkungen über die Aechtheit der alten arabischen Gedichte mit besonderer Beziehung auf die sechs Dichter nebst Beiträgen zum richtigen Verständnisse Ennābiga’s und ’Alqama’s. Bamberg, Greifswald 1872, (Digitalisat).
- Kurzes Verzeichniss der Landberg’schen Sammlung arabischer Handschriften der Königlichen Bibliothek zu Berlin, Berlin: Schade 1885.
- Kurzes Verzeichniss der Glaser’schen Sammlung arabischer Handschriften, Berlin 1887.
- Die Handschriftenverzeichnisse der Königlichen Bibliothek zu Berlin. Verzeichniss der arabischen Handschriften. 10 Bände. Asher, Berlin 1887–1899, (Nachdruck: Olms, Hildesheim u. a. 1980–1981).